# 3-й пехотный корпус (Российская империя)
3-й пехотный корпус — общевойсковое оперативное формирование (пехотный корпус, соединение) Русской армии Вооружённых сил Российской империи.
В мирное время основные задачи корпуса — организация обучения и поддержание боевой готовности войск. В военное время формирование являлось тактической единицей, осуществлявшей самостоятельные военные действия в составе полевой армии. С 12 (24) июня 1812 года по 1814 год корпус участвовал в Отечественной войне 1812 года и Заграничных походах Русской армии 1813—1814 годов.

## История
Соединение сформировано в конце 1810 года. Корпус входил в состав 1-й Западной армии, находился в Новых Троках Виленской губернии. Командиром корпуса был назначен генерал-лейтенант Н. А. Тучков.
12 (24) июня армия Франции с сателлитами нарушила российскую границу и начала войну.
С началом военных действий вошёл в состав Действующей армии, 12 (24) июня, корпус отступал от границы, являясь авангардом генерал-майора князя И. Л. Шаховского — в Высоком Дворе.
Шаховской И. Л. С начала 1812 года шеф 20-го егерского полка 3-й бригады 3-й пехотной дивизии 3-го пехотного корпуса 1-й Западной армии. Одновременно командовал 3-й бригадой. Находился в сражениях при Витебске и Смоленске. В Бородинском сражении командовал бригадой, расположенной в Утицком лесу, отражая атаки 5-го польского корпуса.
Корпус участвовал в арьергардных боях, затем отходил в составе главных сил 1-й Западной армии.
В деле при Какувячине полки 3-й пехотной дивизии потеряли 1200 человек личного состава.
Корпус участвовал в Смоленском сражении 4 (16) августа — 6 (18) августа 1812. 3-я пд под командованием командира дивизии генерал-лейтенанта П. П. Коновницына участвовала в отражении общего штурма города 5 (17) августа, а 7 (19) августа войска корпуса были в боях у Валутиной Горы (потеряли больше 650 нижних чинов убитыми, 1950 ранеными и 640 пропавшими без вести).
Затем полки корпуса входили в состав объединённого арьергарда. На 12 августа в корпусе состояло 10 700 строевых чинов.
Корпус под командованием генерал-лейтенанта Н. А. Тучкова участвовал в Бородинском сражении 26 августа (7 сентября). Перед сражением корпус располагался во 2-й линии, а затем был передвинут в район Утицкого леса, а затем начальник Главного штаба генерал от кавалерии Л. Л. Бенигсен выдвинул его к Утицкому кургану.
В начале сражения 3-я пехотная дивизия, командир дивизии генерал-лейтенант П. П. Коновницын, по требованию генерала от инфантерии П. И. Багратиона была переброшена к Семёновским флешам, где участвовала в отражении атак неприятеля, а 1-я гренадерская дивизия, командир дивизии генерал-майор граф П. А. Строганов, осталась на Старой Смоленской дороге, где сражалась с 5-м корпусом Ю. Понятовского. В ходе этого боя был смертельно ранен командир корпуса генерал Тучков и командование принял командир 1-й гренадерской дивизии генерал Строганов. При Бородине корпус потерял 137 офицеров и 3100 нижних чинов.
В первый период боевых действий на пополнение его полков поступило 4100 рекрутов и ратников, а затем до октября ещё около 3300 человек.
14 сентября русскими войсками была оставлен город Москва. оккупация французами г. Москвы продолжалась с 14 сентября по 20 октября.
Корпус под командованием генерал-майора графа П. А. Строганова в сражении под Тарутином 18 октября корпус находился в резерве.
Корпус принимал участие в сражении под местечком Малоярославцем 12 (24) октября. 3-я пехотная дивизия, командир дивизии генерал-майор князь И. Л. Шаховской, была выделена на усиление 8-го пехотного корпуса, командир корпуса генерал-лейтенант М. М. Бороздин.
При преследовании отступавшего неприятеля корпус участвовал в сражении под пос. Красным 3 (15) — 6 (18) ноября, где потерял 800 человек.
10 ноября 2-я гренадерская дивизия, командир дивизии генерал-майор принц К. Мекленбург-Шверинский, вошла в состав корпуса из 8-го пехотного корпуса. Командование корпусом генерал-майор граф П. А. Строганов передал генерал-лейтенанту принцу К. А. Мекленбург-Шверинскому.
9 декабря в корпусе насчитывалось 6100 человек.
14 декабря Великая армия в количестве 1600 человек переправилась через реку Неман в Варшавское герцогство, а затем в Пруссию.
14 (26) декабря победой России над Францией завершилась Отечественная война.
В военную кампанию 1813 года корпус под командованием генерал-лейтенанта графа П. А. Строганова входил в состав резерва Главной армии (Резервная армия).
С 5 февраля 1813 года — командир корпуса генерал-лейтенант Василий Иванович Брозин.
После Плейсвицкого перемирия 3-й пехотный корпус переименован, августе 1813 года, в 3-й гренадерский корпус и под командованием генерал-лейтенанта (с 8 октября 1813 генерал от кавалерии) Н. Н. Раевского вошёл в состав резерва Богемской армии. В состав корпуса входили: 1-я и 2-я гренадерские дивизии. 3 апреля 1814 года в состав корпуса вошла 3-я гренадерская дивизия. 29 августа 1814 года переименован в Отдельный гренадерский корпус который действовал до 1864 года.
27 марта 1856 соединение переименовано в 3-й армейский корпус. 6 июля 1862 года 3-й армейский корпус упразднён.

## В составе
- 1-я Западная армия
- Резервной армии

## Командование

### Командир корпуса
- Тучков, Николай Алексеевич, генерал-лейтенант, весна — 26.08 (7.09). 1812 ранен, умер 30 октября (11 ноября) 1812.
  - Н. А Тучков. в ходе Бородинского сражения 26.08 (7.09) 1812 Н. А. Тучков был смертельно ранен, командование корпусом принял командир 1-й гренадерской дивизии генерал-адъютант граф П. А. Строганов. Скончался в Ярославле и был погребён в Толгском монастыре.
- граф П. А. Строганов, генерал-майор, 26.08 (7.09).1812 принял командование в связи с ранением командира корпуса генерал-лейтенанта Н. А. Тучкова — ноябрь 1812.
  - П. А. Строганов В 1812 году командовал 1-й гренадерской дивизией, в Бородинском сражении 26.08 (7.09) 1812 заменил раненого командира корпуса генерал-лейтенанта Н. А. Тучкова в должности командира 3-го пехотного корпуса. 31 октября 1812 года произведён в чин генерал-лейтенанта. Командование корпусом передал в ноябре 1812 генерал-лейтенанту принцу К. Мекленбург-Шверинскому. В 1813 году участвовал в Лейпцигской битве и руководил штурмом крепости Штаде у Гамбурга. В 1814 году участвовал в боевых действиях на территории Франции, руководил корпусом в Краонском сражении. 3 сентября 1814 года назначен командиром 2-й гвардейской пехотной дивизии.
- принц Мекленбург-Шверинский, Карл Август Христиан, генерал-лейтенант, ноябрь-декабрь 1812.
- генерал-лейтенант Брозин, Василий Иванович, с 5 февраля 1813 года[4].
- Раевский, Николай Николаевич, генерал от кавалерии, с 13 февраля 1816 года.

## Состав
На 1810 год:
- управление
- три пехотные дивизий с тремя артиллерийскими бригадами;
- два драгунских полка.

Итого: 54 батальона, 10 эскадронов и 108 орудий.
На апрель 1812:
- Управление (Штаб) корпуса.
- 1-я гренадерская дивизия. Командир дивизии генерал-майор граф П. А. Строганов
- 3-я пехотная дивизия. Командир дивизии генерал-лейтенант П. П. Коновницын.
- два сводно-гренадерских батальона.
- Лейб-гвардии Казачий полк.
- 1 й Тептярский казачий полк.
- 2 я конная артиллерийская рота.

На 31 августа 1812:
- Управление (Штаб) корпуса.
- 1-я гренадерская дивизия. Командир дивизии генерал-майор граф П. А. Строганов
- 3-я пехотная дивизия. Командир дивизии генерал-майор князь И. Л. Шаховской с 31.8.1812.
- два сводно-гренадерских батальона.
- Лейб-гвардии Казачий полк.
- 1 й Тептярский казачий полк.
- 2 я конная артиллерийская рота.

На 30 октября 1812:
- Управление (Штаб) корпуса.
- 1-я гренадерская дивизия. Командир дивизии генерал-майор А. И. Цвиленев
- 3-я пехотная дивизия. Командир дивизии генерал-майор князь И. Л. Шаховской.
- два сводно-гренадерских батальона.
- Лейб-гвардии Казачий полк.
- 1 й Тептярский казачий полк.
- 2 я конная артиллерийская рота.

На ноябрь 1812:
- Управление (Штаб) корпуса.
- 1-я гренадерская дивизия. Командир дивизии генерал-майор А. И. Цвиленев
- 2-я гренадерская дивизия
- Другие части

В 1813 году:
- из управления и 6 дивизий (9, 12, 15, 17, 26, 27);